# Nova Engleska
Nova Engleska regija je Sjedinjenih Američkih Država smještena u sjeveroistočnom dijelu zemlje. Sastoji se od 6 saveznih država: Maine, Vermont, New Hampshire, Massachusetts, Connecticut i Rhode Island. Najveći grad regije, kao i njezino najveće poslovno i kulturno središte je Boston.
Regija je nastanjena kad su engleski hodočasnici, puritanci, stigli u Sjevernu Ameriku zbog progona iz Europe početkom 17. stoljeća. U 18. stoljeću Nova Engleska je bila jedna od prvih britanskih kolonija u Americi koja je pokazala želju za nezavisnošću od britanske krune, iako se kasnije protivila ratu kojeg su 1812. vodile SAD i Velika Britanija. U 19. stoljeću regija je odigrala važnu ulogu u pokretu koji je želio ukinuti ropstvo u SAD-u, postala je izvor prvih primjera američke književnosti i filozofije te je pokazala prve znakove utjecaja Industrijske revolucije u Sjevernoj Americi.